# The Rippingtons
I Rippingtons sono un gruppo jazz contemporaneo, principalmente relativo ai generi Smooth jazz, pop jazz e crossover jazz. La band, formata nel 1986 dal chitarrista-polistrumentista Russ Freeman, è stata attiva per venti anni. Con numerosi musicisti ospiti, Freeman è stato l'unico artista stabile del gruppo.
Dai primi anni '90 sono stati una band di rock-jazz strumentale, ma dal '99 si sono specializzati nel genere smooth jazz.
Molte loro canzoni sono state suonate durante la trasmissione tv The Weather Channel (previsioni del tempo) delle 8. La mascotte del gruppo è un gatto jazzista, sorridente, con occhiali da sole, che compare su tutte le copertine dei loro dischi e sul sito ufficiale.

## Discografia
- Nocturnal Playground (1986)
- Moonlighting (1986)
- Kilimanjaro (1988)
- Tourist in Paradise (1989)
- Welcome to the St. James' Club (1990)
- Curves Ahead (1991)
- Weekend in Monaco (1992)
- Live in L.A. (1993)
- Sahara (1994)
- Brave New World (1996)
- Black Diamond (1997)
- The Best of The Rippingtons (1997)
- Topaz (1999)
- Life in the Tropics (2000)
- Live Across America (2002)
- Let It Ripp (2003)
- Wild Card (2005)
- 20th Anniversary (2006)
- Modern Art (2009)
- Côte D'Azur (2011)
- Built To Last (2012)
- Fountain Of Youth (2014)
- True Stories (2016)
- Open Road (2019)